# Eunidia stramentosa
Eunidia stramentosa är en skalbaggsart som beskrevs av Stefan von Breuning 1939. Eunidia stramentosa ingår i släktet Eunidia och familjen långhorningar.
Artens utbredningsområde är Togo. Inga underarter finns listade i Catalogue of Life.